# Ratpenat frugívor de Pohle
El ratpenat frugívor de Pohle (Casinycteris ophiodon) és una espècie de ratpenat de la família dels pteropòdids. Viu al Camerun, República del Congo, Costa d'Ivori, Ghana i Libèria. El seu hàbitat són els boscos humits de plana i montans. Està amenaçat per la desforestació.